# Kapilbastu
La municipalità di Kapilvastu, detto talvolta anche Kapilbastu o Kapilavatthu, è una municipalità del Nepal. Fa parte del distretto di Kapilvastu.
La municipalità è stata costituita 1983 e il capoluogo è la località di Taulihawa..

## Storia
Nel primo millennio a.C. Kapilvastu era la capitale del piccolo regno Shakya e secondo la tradizione buddista è il luogo dove avrebbe trascorso la sua gioventù Siddhārtha Gautama, meglio noto come Gautama Buddha, il fondatore del buddhismo, regno di cui era egli stesso il principe ereditario, essendo suo padre il re.